# Traubella neotomae
Traubella neotomae är en loppart som först beskrevs av I.Fox 1940.  Traubella neotomae ingår i släktet Traubella och familjen fågelloppor. Inga underarter finns listade i Catalogue of Life.